# Supercopa de Kenia
La Supercopa de Kenia, conocida como DStv Super Cup por razones de patrocinio, es la copa de fútbol que enfrenta al campeón de la Liga Keniana de Fútbol contra el ganador de la Copa de Kenia y es organizada por la Federación de Fútbol de Kenia.

## Historia
La copa fue creada en el año 2009 como una forma de emular a la FA Community Shield de Inglaterra, donde el primer ganador de la copa fue el Gor Mahia FC que venció 3-0 al Mathare United FC.
La copa se ha jugado constantemente, excepto en la edición de 2014 por problemas con los patrocinadores.

## Ediciones anteriores
| Año  | Liga              | Resultado    | Copa         |
| ---- | ----------------- | ------------ | ------------ |
| 2009 | Mathare United    | 0-3          | Gor Mahia    |
| 2010 | Sofapaka          | 1-0          | AFC Leopards |
| 2011 | Ulinzi Stars      | 0-1          | Sofapaka     |
| 2012 | Tusker            | 1-1 (4-1 p.) | Gor Mahia    |
| 2013 | Tusker            | 0-0 (4-5 p.) | Gor Mahia    |
| 2013 | Gor Mahia         | 1–1 (3-5 p.) | Tusker       |
| 2014 | Gor Mahia         | No disputada | AFC Leopards |
| 2015 | Gor Mahia         | 2-1          | Sofapaka     |
| 2016 | Gor Mahia         | 0-1          | Bandari      |
| 2017 | Gor Mahia         | 1-0          | Tusker       |
| 2018 | Gor Mahia         | 1-0          | AFC Leopards |
| 2019 | Kariobangi Sharks | 1–0          | Gor Mahia    |
| 2020 | Gor Mahia         | 1–0          | Bandari      |
| 2021 | Tusker            | 1–1 (8-7 p.) | Gor Mahia    |